# Ізоконазол
Ізоконазол — синтетичний протигрибковий препарат, що належить до підгрупи імідазолів класу азолів для місцевого застосування.

## Фармакологічні властивості
Ізоконазол — синтетичний протигрибковий препарат, що належить до класу азолів широкого спектру дії. Препарат має як фунгіцидну, так і фунгістатичну дію, що залежить від концентрації препарату. Механізм дії ізоконазолу полягає в пошкодженні клітинних мембран грибків, порушенні ліпідного обміну та проникності клітинної стінки грибків. До препарату чутливі грибки родів Candida spp, Trichophyton spp., Microsporum spp., Epidermophyton spp., Pityrosporum orbiculare. Чутливими до ізоконазолу є також частина грампозитивних бактерій — стафілококи, стрептококи, Corynebacterium minutissimus.

### Фармакокінетика
Ізоконазол при місцевому застосуванні погано всмоктується через шкіру та слизову оболонку вагіни, системне всмоктування становить 1—5%. Максимальна концентрація препарату в шкірі досягається через 1 годину. Ізоконазол не створює високих концентрацій у крові та внутрішніх органах. Немає даних щодо проникнення ізоконазолу через плацентарний бар'єр та виділення препарату в грудне молоко. Метаболізується препарат в печінці з утворенням неактивних метаболітів. Виводиться ізоконазол з організму переважно нирками та з жовчю. Період напіввиведення препарату не досліджений.

## Показання до застосування
Ізоконазол застосовується при грибкових інфекціях поверхні шкіри (мікози стоп, пахової області, області геніталій), грибкових інфекціях вагіни, еритразмі.

## Побічна дія
При застосуванні ізоконазолу рідко спостерігаються наступні побічні ефекти: свербіж шкіри, відчуття печіння шкіри, гіперемія шкіри, алергічний дерматит.

## Протипокази
Ізоконазол протипоказаний при підвищеній чутливості до імідазолів.

## Форми випуску
Ізоконазол випускається у вигляді 1% крему по 20 г для зовнішнього застосування та у вигляді вагінальних супозиторіїв по 0,6 г.